# 沙田九約

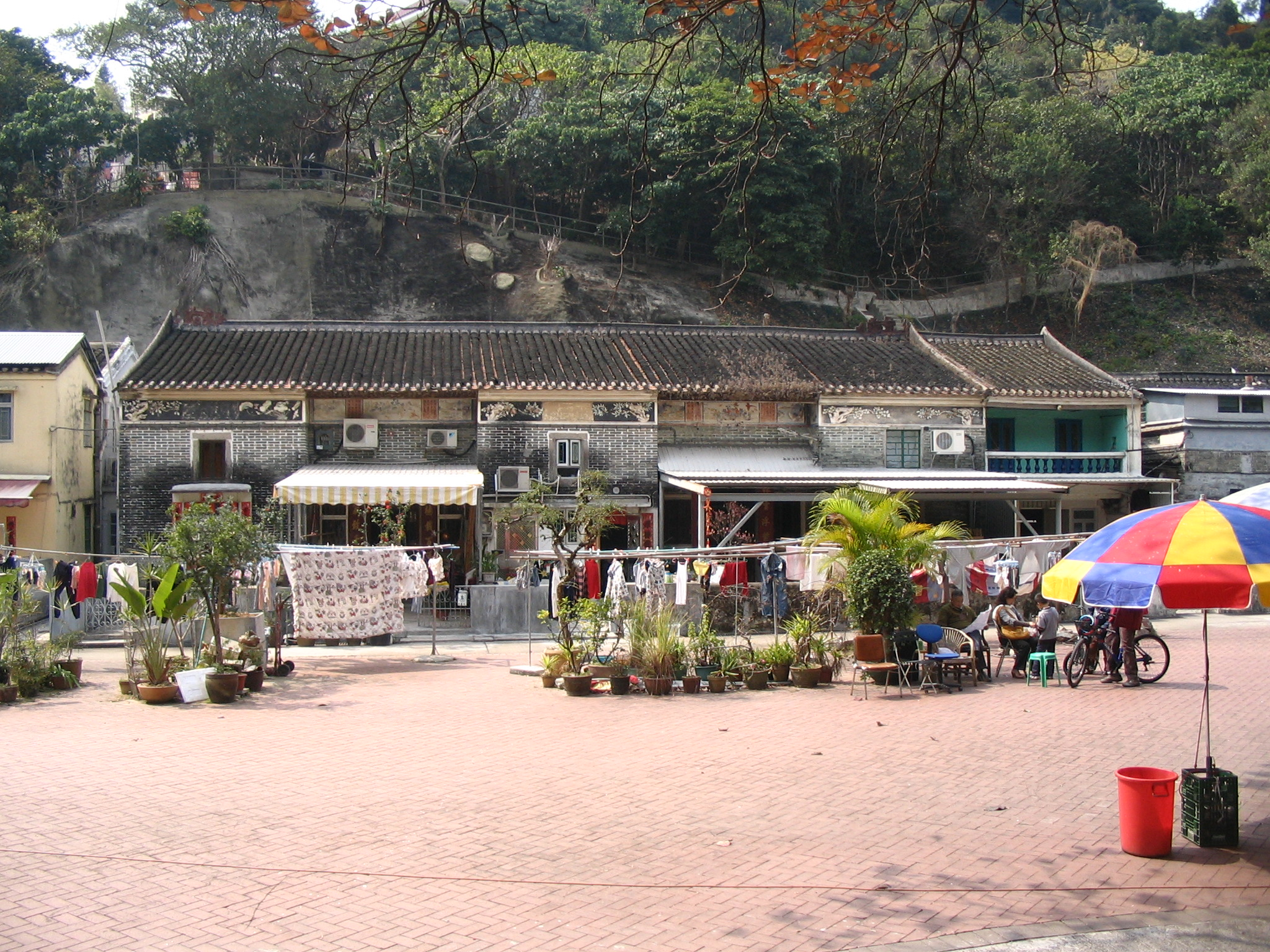
排頭村

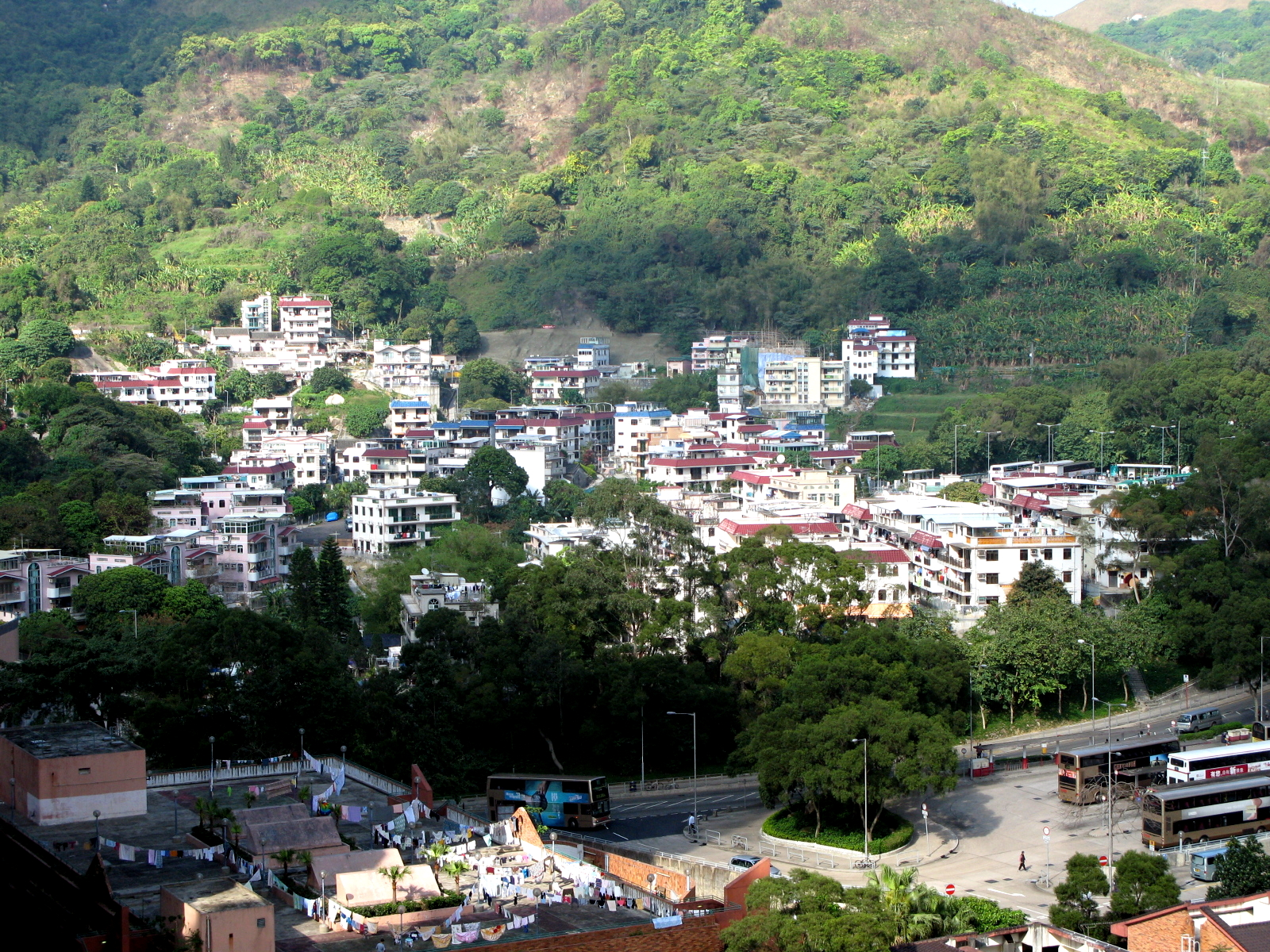
黃泥頭村

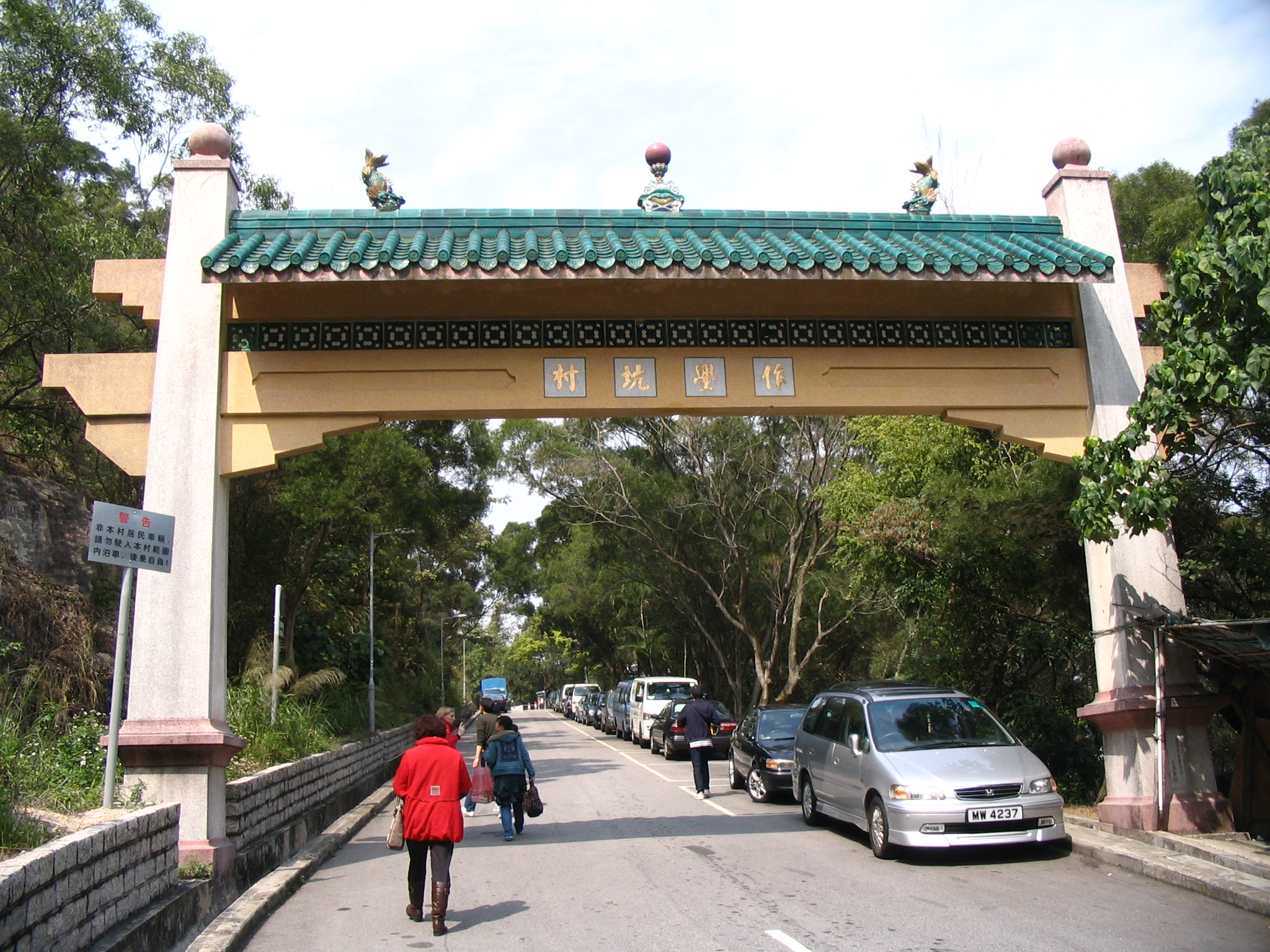
作壆坑村

昔日的瀝源分為「九約」，「九」即九個分區，「約」就是一個聯盟，結盟目的為方便村與村之間的聯繫與合作，九約包括：
1. 大圍約：積存圍。
2. 田心約：田心圍、新田。
3. 徑口約：上徑口、下徑口、顯田。
4. 排頭約：排頭、上禾輋、下禾輋、銅鑼灣。
5. 隔田約：隔田、山廈圍。
6. 火炭約：火炭、拔子窩、落路下、河瀝背、九肚、石榴洞、山尾、黃竹洋、長瀝尾、凹背灣、龜地、禾寮坑、赤泥坪、馬料。
7. 沙田頭約：沙田頭、作壆坑。
8. 沙田圍約：沙田圍、多石、灰窰下、茅笪、圓洲角、王屋、謝屋。
9. 小瀝源約：小瀝源、插桅杆、十二笏、牛皮沙、大藍寮、石古壟、黃泥頭、觀音山、芙蓉別、茂草岩、老鼠田、南山、花心坑、梅子林。

「九約」起始有謂昔時車公曾顯聖消除瘟疫，村民為謝車公恩澤，乃捐資擴建沙田車公廟，並成立「九約」，且在神前許願，倡建太平清醮，至今九約仍然聯合舉辦十年一屆的太平清醮。

## 外部連結
- 新界東認可原有鄉村 （页面存档备份，存于）
- 九約源流 （页面存档备份，存于）